# الدوري البلغاري الممتاز 1972-73
الدوري البلغاري الممتاز 1972-73 (بالبلغارية: „А“ група 1972/73)‏ هو الموسم 49 من الدوري البلغاري الممتاز. أشرف على تنظيمه اتحاد بلغاريا لكرة القدم، وكان عدد الأندية المشاركة فيه 18، وفاز فيه سسكا صوفيا.